# Contea di Lawrence (Ohio)
La contea di Lawrence (in inglese Lawrence County) è una contea dello Stato dell'Ohio, negli Stati Uniti. La popolazione al censimento del 2000 era di 62 319 abitanti. Il capoluogo di contea è Ironton.